# Mapa z Ebstorf

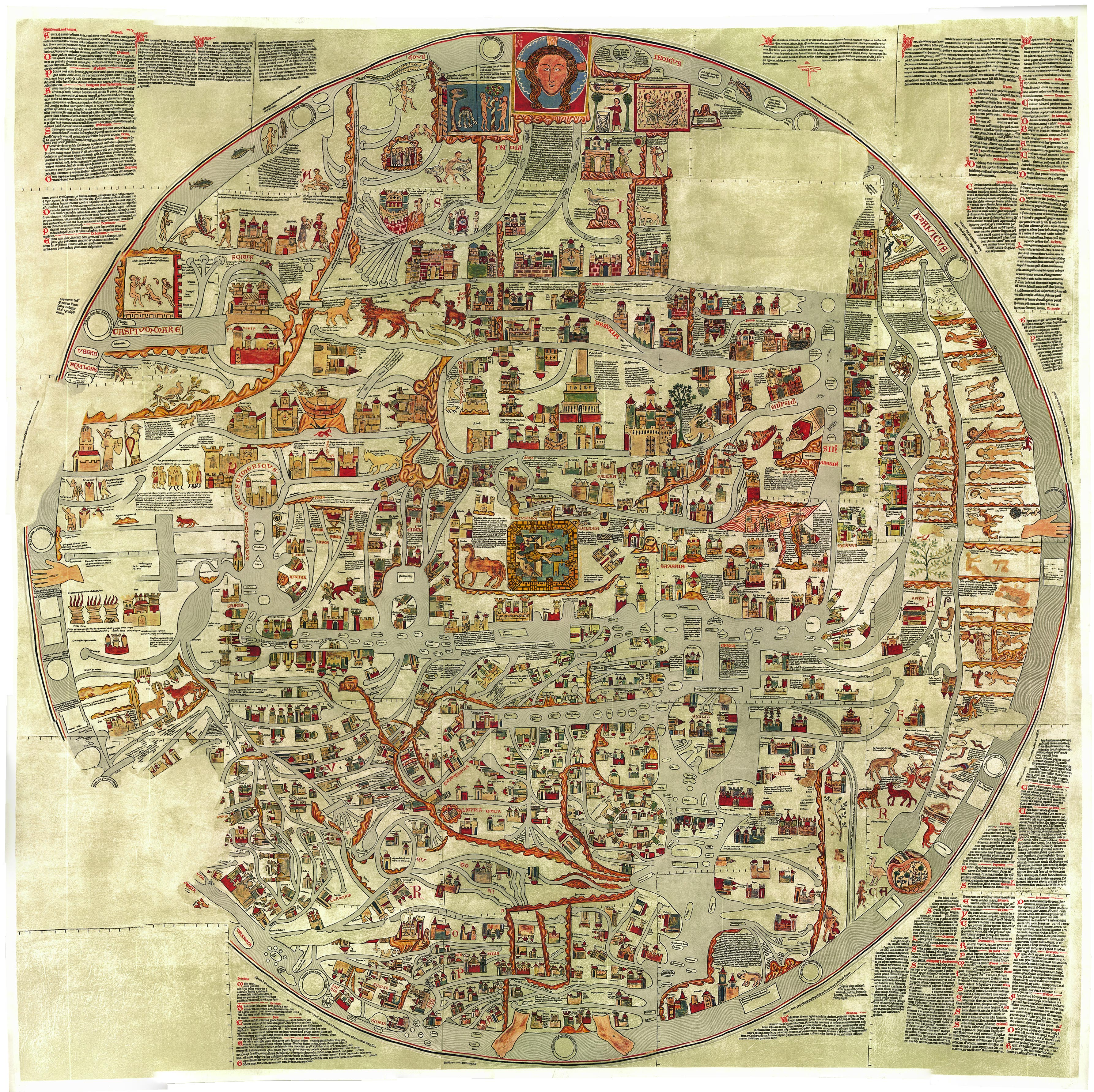
Mapa z Epsdorf – widok ogólny

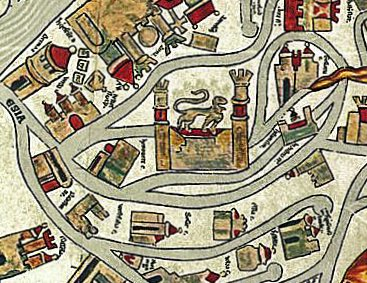
Fragment mapy. Pośrodku Lew Brunszwicki.

Mapa z Ebstorf – średniowieczna mapa świata namalowana na 33 zszytych kawałkach pergaminu. Największa ze znanych przedstawień świata w średniowieczu – mappa mundi. Swoją nazwę zawdzięcza dawnemu klasztorowi benedyktynek w Ebsdorf w powiecie Uelzen (Dolna Saksonia, Niemcy).
Wykonana została w roku 1234. Przez długie lata przypisywana geografowi Gerwazemu z Tilbury, współczesne badania paleograficzne kwestionują tę tezę, przesuwając także datę na ok. 1300 r.

## Dzieje
W roku 1830 została znaleziona w jednym z pomieszczeń magazynowych tego opactwa. Dzieło było uszkodzone w kilku miejscach przez myszy. Mapa została przewieziona do Hanoweru, gdzie w roku 1943 spłonęła podczas alianckich nalotów dywanowych. Zachowały się przedwojenne reprodukcje oraz kilka pergaminowych replik, w tym jedna w klasztorze cystersów w Szczyrzycu.
Na podstawie zachowanych dzieł wykonano w latach 50. XX wieku kilka faksymile, na bazie replik mapy z 1891 i 1896 roku. Pierwsza rekonstrukcja obejmująca technikę cyfrową, którą stworzyli badacze uniwersytetu w Erlangen miała miejsce w 2006 r. Interaktywnego wydania, opublikowanego w Internecie, dokonali naukowcy Uniwersytetu Leuphana w Lüneburgu.

## Wygląd
Jest to mapa typu orbis terrae, przypominająca swoim kształtem królewskie jabłko. Jej średnica wynosi 3,57 m. Namalowana została na planie koła z wpisaną figurą Chrystusa z rozpostartymi rękami na znak krzyża. Kierunki świata przedstawione są w następującym układzie: na górze mapy wschód (z twarzą Chrystusa, który w tradycji chrześcijańskiej przyszedł ze wschodu), na dole zachód. Z lewej strony północ, z prawej południe. W centrum mapy umieszczono Jerozolimę ukazaną tu na planie regularnego kwadratu, w którym umieszczono wizerunek Jezusa Zmartwychwstałego. Europa jest przedstawiona w części północno-zachodniej. Dostrzec można miasta takie jak Rzym czy miasta Świętego Cesarstwa Rzymskiego: Lüneburg, Brunszwik (z wizerunkiem Lwa Brunszwickiego), Miśnia, Akwizgran, Kolonia, Kulmbach oraz wyspa Reichenau z kościołami klasztorami w Oberzell i Niederzell.
Dość dobrze opisany jest basen Morza Śródziemnego, łącznie z wyspami. W zachodniej części mapy, między Odrą a Wisłą zaznaczona jest Polska, Czechy z Pragą i Czeskimi Budziejowicami. Czytelne są także Karpaty.
Z Azji na mapie zaznaczony jest m.in. Mur Chiński, rzeki Ganges i Indus. Na kontynencie afrykańskim widoczna jest tylko Afryka Północna z Nilem, bo tylko w takim zakresie była znana.